# Thesaurar
Thesaurar (Thesaurarius) ist ein Amt in kirchlichen Institutionen wie Domkapiteln, Stiftskapiteln, Klöstern und geistlichen Ritterorden. Der Thesaurar war einer der Dignitäten im Dom- bzw. Stiftskapitel, zu denen außerdem der Propst, der Dom- oder Stiftsdekan, der Scholaster und der Kantor sowie meist auch der Cellerar gehörten. In Klöstern war er dem Abt verantwortlich, in Dom- und Stiftskapiteln dem Propst.
Der Thesaurar war verantwortlich für die Güter- und Vermögensverwaltung des Kapitels bzw. Klosters. So oblag ihm die Verwaltung des sog. Fabrikgutes (fabrica ecclesiae), d. h. des aus Gebäuden, Grundstücken, Weinbergen, Wäldern, Steinbrüchen, Mühlen, Kapitalien, Stiftungen, Renten, Kirchenopfern usw. bestehenden und für den Bau und Unterhalt der Kirchen- oder Klosteranlage sowie für Bedürfnisse der religiösen Feiern und Riten bestimmten Vermögens. Er war für die Buchhaltung zuständig und kümmerte sich daher auch um die ordnungsgemäße Einnahme des Zehnten und anderer Abgaben. Zu seinem Amtsbereich gehörte u. a. die Verantwortung für die liturgische Ausstattung und die Sakristei; deren Instandhaltung und das entsprechende Personal, vom Sakristan bis zum Glöckner, unterstanden ihm. Später wurde er von einem oder auch mehreren Küstern unterstützt bzw. abgelöst und er selbst behielt nur noch die Vermögensverwaltung dieser Angelegenheiten. Ebenfalls zum Verantwortungsbereich des Thesaurars gehörte der Dom-, Kloster- oder Kirchenschatz.